# Pleurophyllum criniferum
Pleurophyllum criniferum is een soort uit de composietenfamilie. De soort is endemisch op de sub-antarctische eilanden van Nieuw-Zeeland. 

## Beschrijving
De soort is een grote vaste plant, die kan groeien tot een hoogte van 2 meter. De bladeren kunnen groeien tot een lengte van meer dan een meter lang en zijn divers in vorm, maar meestal zijn ze langwerpig eirond tot lancetvormig. De onderzijde van de bladeren zijn bedekt met zijdeachtige witte haren. De bloemen bloeien in langwerpige trossen, bestaande uit 15-30 bloemhoofdjes met korte onopvallende straalbloemen en een donkerpaarse schijfbloem. De plant bloeit van december tot februari en draagt vruchten van januari tot mei.

## Verspreiding
De plant is endemisch op de tot Nieuw-Zeeland behorende eilanden zoals de Antipodeneilanden, Aucklandeilanden en het Campbelleiland. Het is een opvallende plant die behoort tot de zogenaamde megaherbs, grote planten met grote bladeren en kleurige bloemen, die zich aangepast hebben aan het harde klimaat van deze eilanden. De plant groeit zowel langs de kust als midden op het eiland, waar hij aangetroffen wordt in venige grond tussen andere kruidachtige vegetatie (herbfield).